# Somewhere (IMOCA)
Pour les articles homonymes, voir Somewhere.
Somewhere est un voilier monocoque de compétition de la classe 60 pieds IMOCA.

## Historique
Il a été conçu en 1998 par Jean-Marie Finot et Pascal Conq et construit par JMV Industries, à Cherbourg pour le navigateur Marc Thiercelin (deuxième du Vendée Globe 1996-1997) sous les couleurs de la marque Somewhere. Il s'agit d'un sloop à gréément thonnier, c'est-à-dire doté de barres de flèches géantes (outriggers) suivant l'exemple d'Aquitaine Innovations.
À son bord, Thiercelin termine deuxième du tour du monde avec escale Around Alone en 1998-1999. Quelques mois plus tard, Thiercelin et Bernard Mallaret prennent la 5e place de la Transat Jacques-Vabre.
En 2000, le voilier est sérieusement rénové dans le but de gagner le Vendée Globe 2000-2001, recevant notamment une quille pendulaire. Parrainé par Active Wear, Thiercelin arrive quatrième aux Sables d'Olonne.
Joe Seeten rachète Active Wear en 2001, le renomme Sollac Atlantique, Arcelor-Dunkerque puis Mare Verticale. Il court à son bord plusieurs transats Jacques-Vabre, obtient la 3e place dans la Route du Rhum 2002 et termine 8e du Vendée Globe 2004-2005.

## Palmarès

### Skippé par Marc Thiercelin
- 2e de l'Around Alone 1998-1999 (Somewhere)
- 5e de la Transat Jacques-Vabre 1999 (Somewhere - Baume et Mercier, avec Bernard Mallaret)
- 8e de l'Europe 1 New Man STAR 2000 (Active Wear)
- 4e du Vendée Globe 2000-2001 (Active Wear)

### Skippé par Joé Seeten
- 10e de la Transat Jacques-Vabre 2001 (Sollac Atlantique avec Éric Drouglazet)
- 3e de la Route du Rhum 2002 (Arcelor)
- 7e de la Calais Round Britain Race 2003 (Arcelor Dunkerque en équipage)
- 8e de la Transat Jacques-Vabre 2003 (Arcelor Dunkerque avec Éric Dumont)
- 6e du Défi atlantique 2003 (Arcelor Dunkerque)
- 8e du Vendée Globe 2004-2005 (Arcelor Dunkerque)
- 9e de la Transat Jacques-Vabre 2005 (Mare Verticale avec Cecilia Carreri)